# 三国 (大阪市)

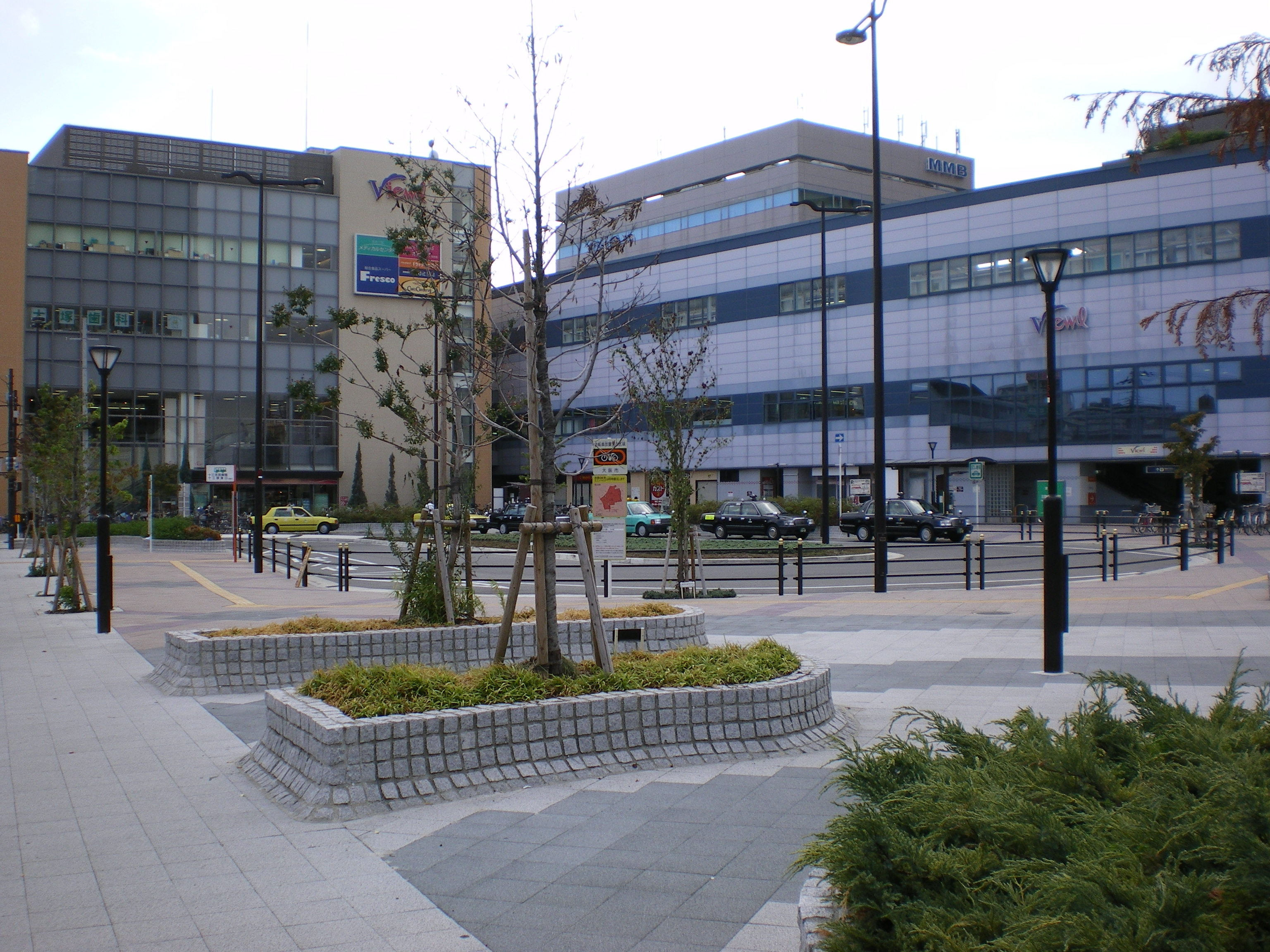
阪急三国駅 東口

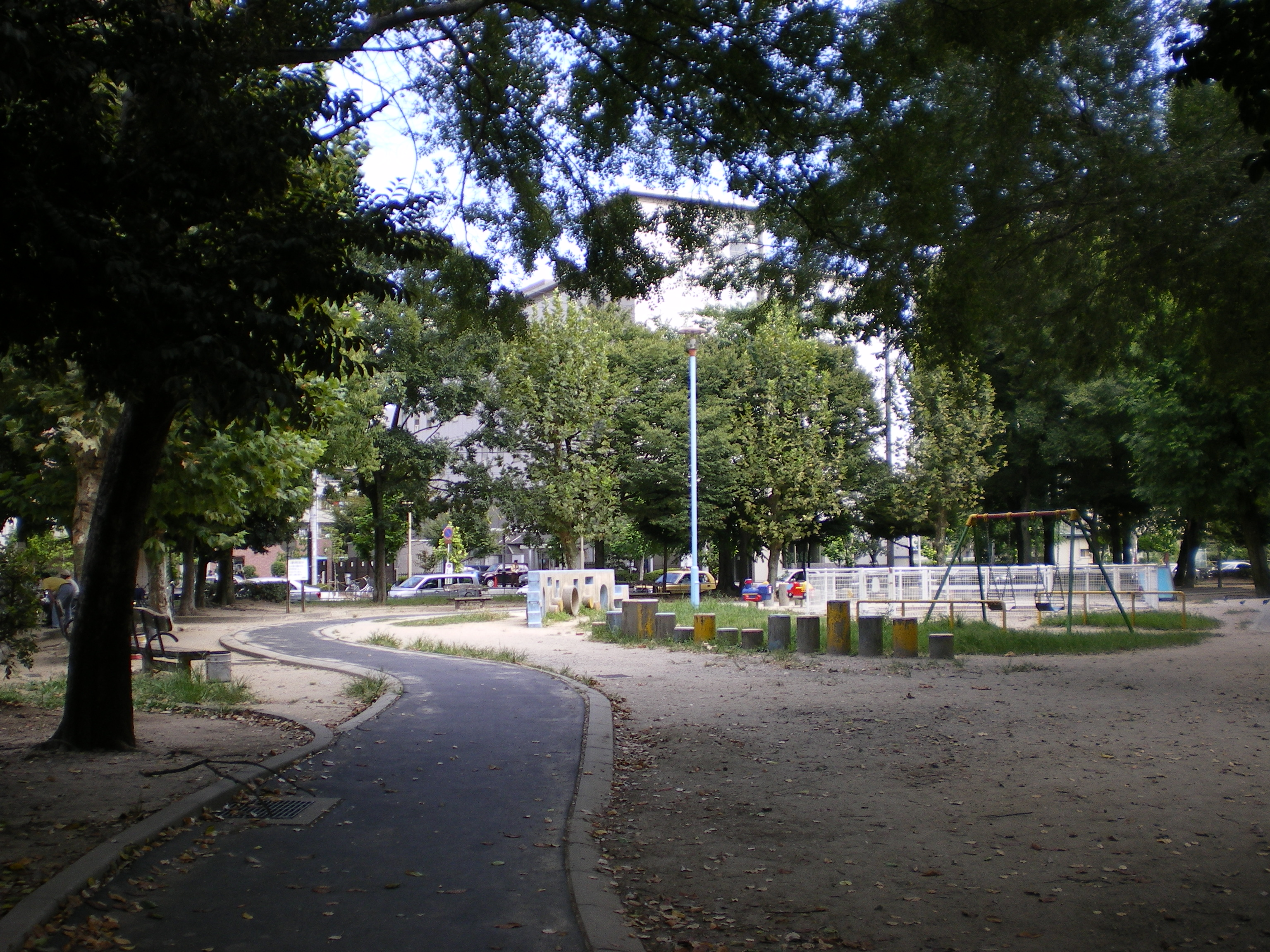
三国本町公園

三国（みくに）は、大阪府大阪市淀川区の地域名である。現在の郵便番号は532-0005、532-0006。

## 地理
淀川区の北部、神崎川沿いに位置する。南北は約2km、東西は約1.7kmの広範囲な地域である。現在の町名では三国本町1-3丁目、西三国1-4丁目、東三国1-6丁目、十八条1-2丁目の4つの地名が存在する。
北は神崎川を挟んで豊中市と吹田市に接する。豊中市とは国道176号の新三国橋とその旧道にあたる三国橋で連絡している。吹田市とは榎木橋（大阪府道134号熊野大阪線）・国道423号線（新御堂筋）の十八条大橋・大吹橋で連絡している。南は淀川区宮原（宮原・西宮原）に接する。西は淀川区新高・野中北・野中南、東はJR東海道本線（JR京都線）を挟んで東淀川区西淡路となる。なお、神崎川の北岸に、豊中市三国1丁目・豊南町南・豊南町東、吹田市南吹田4丁目にそれぞれ接する飛び地がある。
町並みは淀川区十八条・西三国ではアパート・一戸建て・長屋などが広がる閑静な低層住宅地である。神崎川沿岸には工業地が広がっているがバブル崩壊後の不況により工場の撤退が相次いでいる。三国本町は一戸建てやマンションが並ぶ閑静な住宅地と商業施設やオフィスビルなどが集まる地域が混在している。東三国では南に隣接する新大阪駅に近いため業務が集積しており住宅は少なく、オフィスビル・ホテル・マンションが多く、商業施設や飲食店などが多い。

## 歴史
「三国」という名前のもととなった「三国川」の由来には、いくつかの説がある。最も一般的な説は、摂津国、河内国、和泉国の三つの国（現在の大阪府北部、東部、南部）に接していた川が「三国川」と呼ばれたというもの。
また、瀬戸内海を挟んで四国と本州（大阪周辺を含む）の間で活発に行われていた交易や物流の中で、四国に存在した三つの国、つまり讃岐国、阿波国、伊予国から大阪へ向けて資材が盛んに運ばれていたために「三国川」と呼ばれたという説もある。特に、桓武天皇による長岡京への遷都にともなっておこなわれた淀川整備で、現在の尼崎付近に河口が存在していた安威川と淀川をつなぐ工事がおこなわれたことで、都となった長岡京に四国からの物資を運びこむことが容易になった。当時、淀川河口の難波津は土砂の堆積で船舶の交通には不便な状態であったため、三国川が活用され周囲の港は栄えた。
三国川は神崎川と呼ばれるようになり「三国」という地名は「三国の渡し」として残っていた。
町名としては、1925年（大正14年）に西成郡北中島村が大阪市東淀川区へ編入された際に、蒲田・宮原新家の2大字が三国町・三国本町に改称されたのが最初で、神崎川の三国の渡しや三国橋に由来する。
1974年（昭和49年）には東淀川区の西部を淀川区として分離し、三国は淀川区に属するようになった。1980年代までは工場が集まる準工業地帯であったが、1990年代前半のバブル崩壊により企業の移転・撤退が相次いだ。その跡地はマンションや一戸建ての住居が建てられ、東三国駅や阪急三国駅周辺以外は閑静な住宅地が広がっている。

## 交通
域内の西端を阪急宝塚線の高架が通り、三国駅が設置されている。域内の東部は新御堂筋（国道423号）に並走して地下鉄御堂筋線東三国駅とその300m東に東海道本線（JR京都線）東淀川駅があるものの、淀川区十八条や西三国など地域の大部分が依然鉄道空白地帯になっている。当地のバスは国道176号を通る阪急バスを除き、それ以外は大阪シティバスが運行しているが、鉄道の利便性が良いためか本数は1～2時間に1本程度と非常に少なく不便である。しかし、梅田から徒歩と鉄道を使って30分以内に行くことができる交通至便な地域である。

## 区画整理
現在大阪市では2020年末まで当地区の東側と西宮原3丁目で区画整理を行っている。
老朽化した建物や狭い路地が多い地域であり、市営住宅や古い民家の立て替え、道路の拡張などで密集状態を解消し安全で災害に強い町、また小規模公園を地区の各場所に設置することで子供にも住みやすい町になることを目指している。

## 主な施設

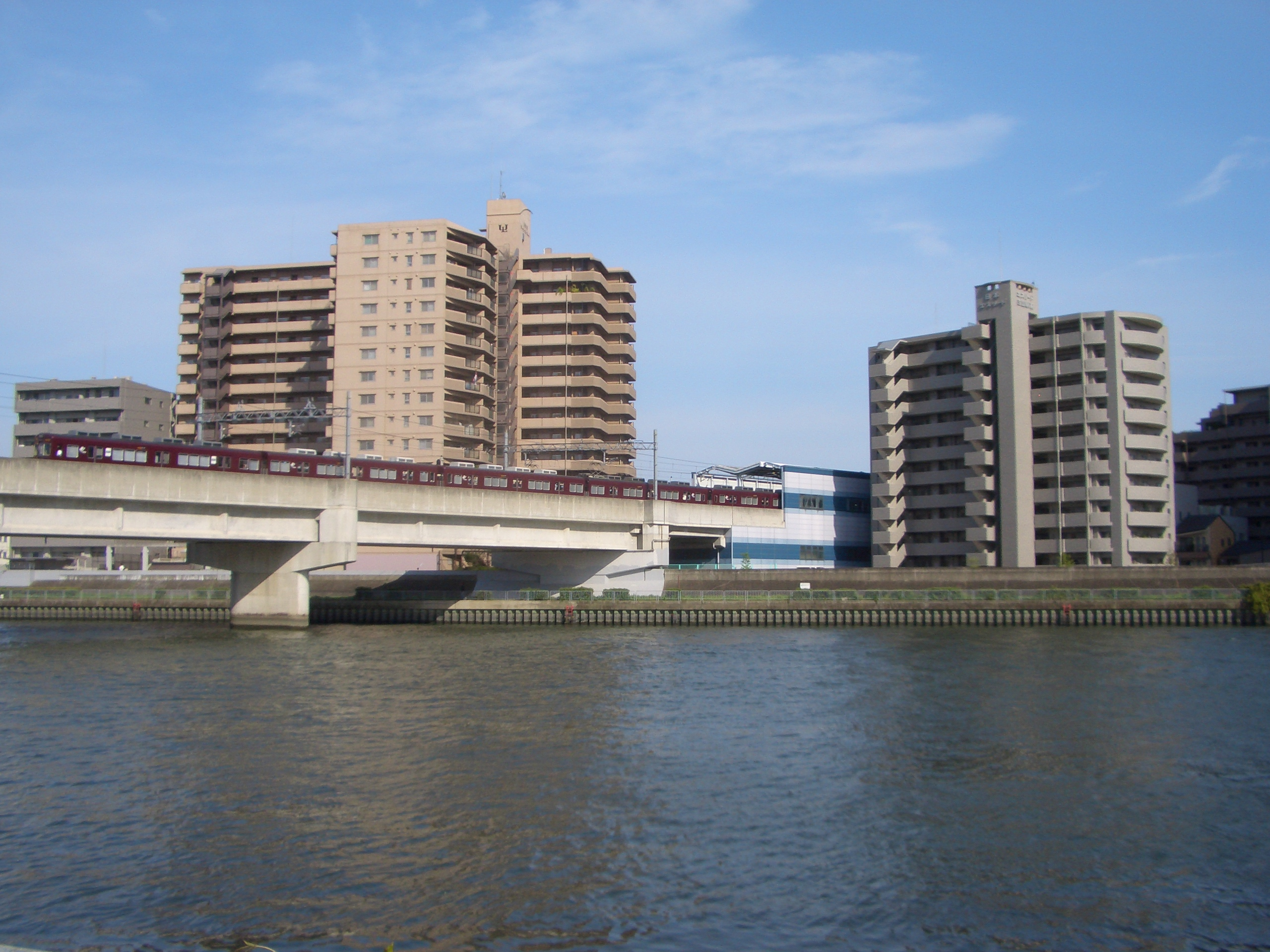
阪急三国駅　神崎川対岸から

### 交通
- 阪急宝塚線三国駅
- 地下鉄御堂筋線東三国駅

### 商業施設
- サンティフルみくに - 三国駅から東に400m続く商店街
- Viewl(ヴュール)阪急三国
  - フレスコ三国店(Viewl阪急三国1階)
  - Coo'sConservo（クーズコンセルボ）阪急三国店
  - セガミ薬局阪急三国店
- マックスバリュ淀川三国店
- スギ薬局三国本町店
- 山陽マルナカ三国店
- ジャパン東三国店
- TSUTAYA東三国店
- ザ・ダイソー新大阪店
- 業務用食品館新大阪店
- 楽市三国本町店
- 業務スーパー三国店
- スーパーナショナル三国店
- グルメシティ東三国店
- ライフ新大阪店
- エディオン三国店
- ホームセンターコーナン東三国店
- ハンブルグ三国店

### 病院・医療施設
- 東淀川病院
- 革島病院
- 貴生病院
- Viewl阪急三国3階･4階(メディカルセンター)

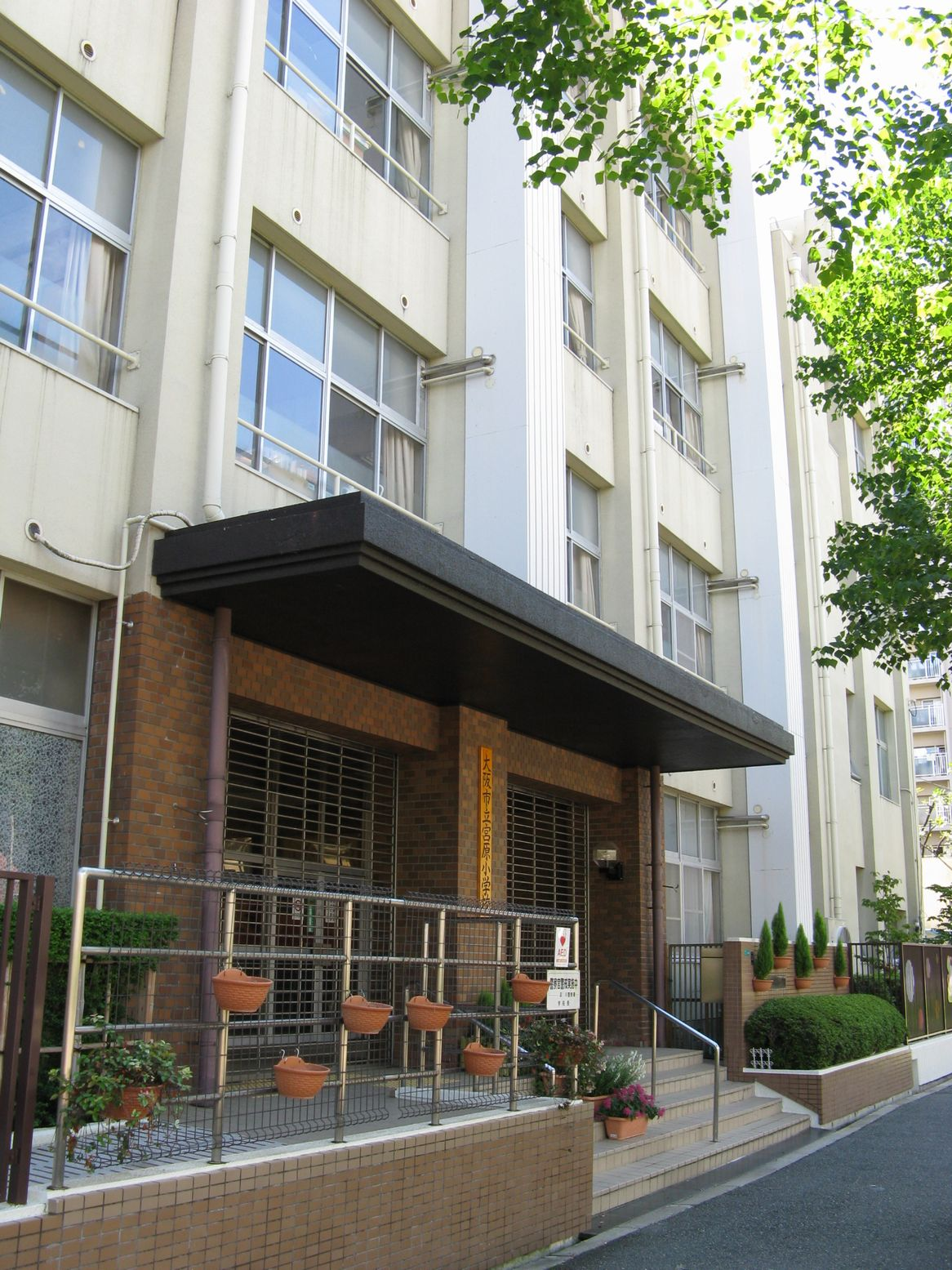
大阪市立宮原小学校

  - おばやしクリニック
  - 小林皮フ科クリニック
  - 上野眼科
  - ふるた耳鼻咽喉科
  - 大塚歯科
  - うらいさみ整形外科
  - 安藝産婦人科クリニック

### 学校・教育
- 大阪市立三国中学校
- 大阪市立三国小学校
- 大阪市立宮原小学校(学校名は宮原であるが所在地は三国本町1丁目である)
- 大阪市立西三国小学校
- 大阪市立東三国小学校
- 大阪市立新東三国小学校
- 学校法人ミクニ学園　大阪文化服装学院
- みくにひじり幼稚園
- 大阪市立三国保育所
- メリーポピンズ保育園(View1阪急三国4階)
- 東三国保育園

### 公園
- 三国公園
- 三国本町公園
- 三国西公園
- 三国中公園
- 東三国東公園
- 東三国西公園
- 十八条中央公園
- 十八条東公園
- 十八条西公園

### その他
- 関西電力西三国変電所
- 新三国橋
- 東三国下水処理場
- 蒲田神社